# VistaVision
El formato VistaVision (también denominado 8 perforaciones), el cual fue creado por la productora cinematográfica Paramount, fue un formato de impresión fotográfica alternativo al 35 mm panorámico. El objetivo que Paramount se propuso cuando creó este formato fue conseguir negativos de un grano muy fino filmando en una superficie más grande, de forma que cuando los negativos se positivaran y se proyectaran las imágenes, estas se verían muy claras en formato panorámico (cosa que no pasaba con los otros sistemas, en los cuales las imágenes tenían que ser agrandadas y, debido a este proceso, perdían calidad).

Formato horizontal del VistaVision en una cinta de 35 mm.

La enorme calidad de este formato se conseguía con el uso de una cámara especial, la cual fotografiaba el negativo original en un doble marco mediante lentes de tipo grande angular. Las copias de films rodados en VistaVision se obtenían gracias a una reducción óptica. Las películas rodadas con esta técnica ofrecían una gran cantidad de detalle de la imagen, y llegaron a una calidad que nunca había sido lograda antes de los años 50, cuando se inventó este método.
La película se proyectaba horizontalmente y había 8 perforaciones por cada fotograma. Esto implicaba que su relación de aspecto era de 1,5 en vez de 1,33, que era la relación de aspecto de los otros formatos cinematográficos. La imagen que se exponía por cada fotograma era tres veces más grande que las imágenes que se rodaban con otros formatos. La proyección de estos anchos negativos reducidos ópticamente a la medida estándar de proyección de 35 mm, daba como resultado una imagen mucho más clara y nítida, y en caso de que se proyectara en formato panorámico, la calidad era muy notable.
Este formato acabó desapareciendo por varios motivos. En primer lugar, la mayoría de salas de cine utilizaban el Cinemascope como formato panorámico, el cual lo preferían en comparación con el VistaVision. En segundo lugar, la adaptación de los proyectores existentes (los cuales proyectaban los films con la cinta en vertical) a este formato fue bastante costoso e hizo que muy pocos lugares distribuyeran las películas rodadas en Vista Vision y, consecuentemente, el formato acabara desapareciendo. En un primer momento, el formato (que tenía una banda de sonido óptica) fue pensado por Paramount para poder ser proyectado de cualquier manera, incluso en 35 mm (con la reducción óptica), a pesar de que se recomendaba que los cines tuvieran una pantalla panorámica, porque el efecto era más agobiante. Por lo tanto, el formato VistaVision se vendió como compatible y flexible con los equipamientos estándar, cosa que implicaba que no hacía falta ninguna técnica ni equipamiento especial para su visualización.
Los formatos horizontales de proyección se han reivindicado desde 1977. George Lucas lo utilizó para rodar algunas de las secuencias de sus films que requirieran efectos especiales, y los formatos de visionado como el IMAX o el Omnimax también han utilizado formatos similares al VistaVision.

## Historia
A partir del año 1952, el cine empezó a sentir la presión de competencia de la televisión. Esto hizo que muchas productoras e industrias cinematográficas desarrollaran formatos que permitieran diferenciar el cine como un espectáculo de calidad. Por ejemplo, el 3D se empezó a introducir en muchas películas, y una gran cantidad de cines instaló pantallas de proyección panorámicas. Esto comportó que la relación de aspecto 1.37:1 se recortara para poder encajar en cualquier relación de aspecto que se situara entre 1.66:1 y 1.85.1. A pesar de que los films continuaban siendo filmados con una relación de aspecto 1.37:1, los directores de fotografía eran avisados de mantener la acción en el punto central, de forma que en la adaptación del film a la pantalla panorámica no se recortara ningún detalle importante.

Logotipo del formato VistaVision.

En este contexto, Fred Waller creó la técnica Cinerama, la cual ofrecía el visionado de películas en un formato panorámico. Rápidamente, todos los estudios cinematográficos de Hollywood empezaron a desarrollar sus propios formatos. Uno de los formatos desarrollados que tuvo más éxito fue el Cinemascope, basado en el uso de lentes anamórficos. Estudios como Universal, Columbia y Warner Bros. utilizaron esta técnica, pero Paramount decidió optar por un formato de vision panorámico completamente diferente. Los técnicos de Paramount, asociados con Eastman Kodak, inventaron un tipo de negativo de 35mm en el cual la imagen se filmaba horizontalmente y proporcionaba una mejor calidad.

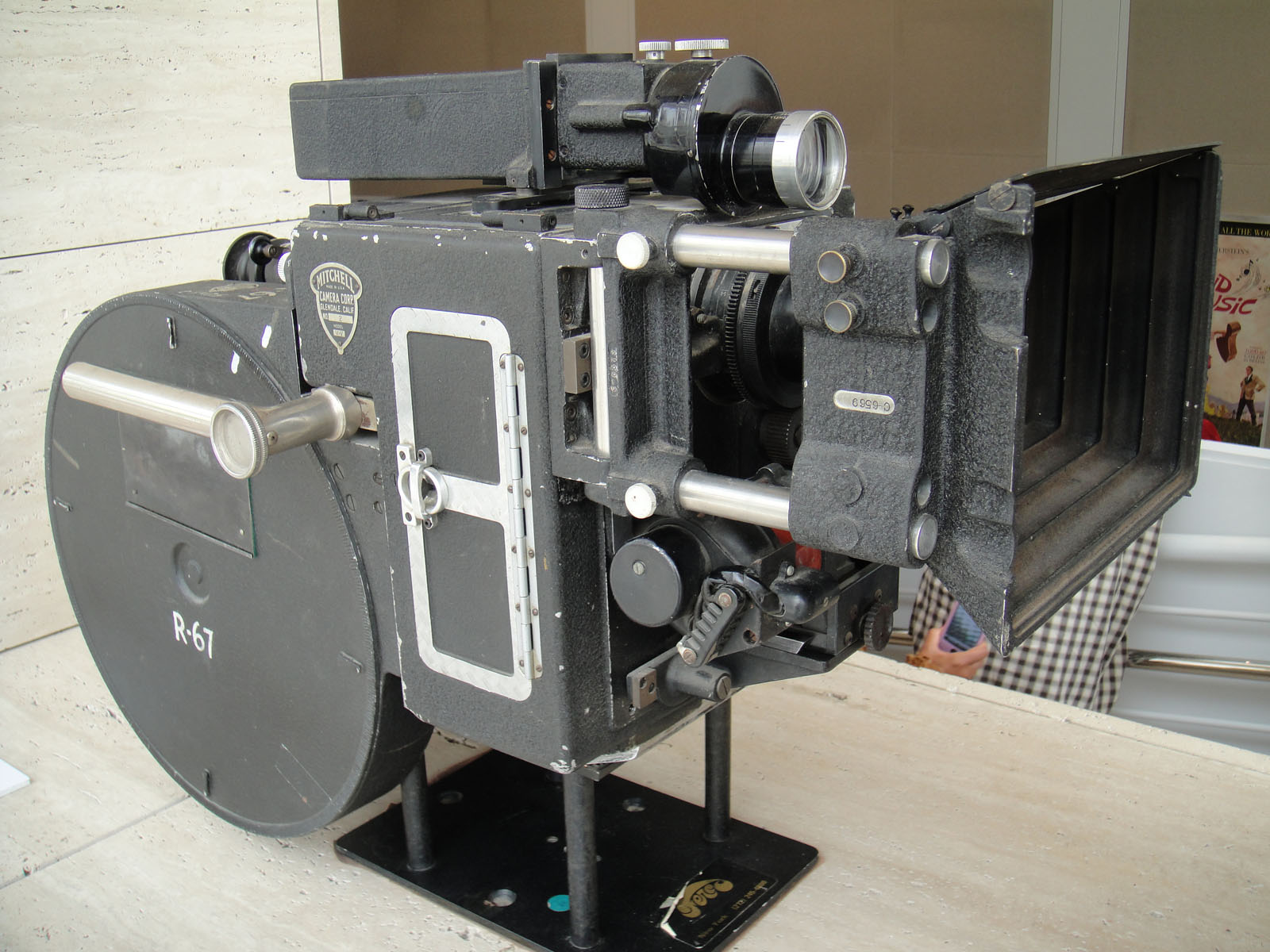
Cámara de la Mitchell Camera Company para rodar en formato VistaVision de 35 mm.

El departamento de cámaras de la Paramount tenía una càmara William Fox "Natural Colour" que había sido construida durante los años 20 por William P. Stein Company. Esta cámara exponía dos fotogramas por filtros de color en una sola vez. John R. Bishop, la cabeza del departamento de cámaras y procesamiento de films de la Paramount, cortó la separación de dos fotogramas verticales en la cinta, tumbó la cámara hacia un lado (de forma que la imagen se filmaba horizontalmente) y equipó la cámara con objetivos Leica. Así se inventó la cámara "Lazy-8", denominada así por las 8 perforaciones que había por cada frame. Esta técnica proveía un área en el negativo 2.66 veces más grande que las películas rodadas con cámaras y negativos 35mm con una relación de aspecto de 1.66:1. A la Paramount le gustaron los resultados obtenidos con la cámara y mandó construir una segunda cámara "Lazy-8". Con estas dos cámaras, Paramount empezó a filmar el primer film con la técnica VistaVision: Nadal blanc (1954).
A pesar de que el film tuvo éxito, no fue una buena introducción de la técnica VistaVision. Rápidamente acordaron con Cecil B. De Mille rodar Los Diez Mandamientos (1956) en este formato. Como la película no se estrenó hasta 1956, Paramount aprovechó el tiempo restante para conseguir nuevas cámaras y reconvertir las viejas. Las "Lazy-8" fueron mejoradas en técnica gracias a la asociación de la productora con la Mitchell Camera Company, y se filmaron numerosos films en formato VistaVision, tanto en blanco y negro como en color.
A pesar de que el formato VistaVision fue pensado para encajar en los negativos de 35mm (aunque fuese de forma horizontal), Paramount empezó a experimentar con otros tipos de cinta. Por ejemplo, además de los negativos horizontales de 8 perforaciones, hicieron una prueba con un negativo de 35mm de 4 perforaciones y con lentes anamorficos, consiguiendo una relación de aspecto de 2:1. De todas maneras, la mayoría de cines exhibían las películas hechas con VistaVision (filmadas oblicuamente sobre un 35mm) como con cualquier otro film. Independientemente del tipo de negativo, las imágenes que proporcionaba el VistaVision eran extremadamente nítidas y coloridas (gracias a Eastmancolor).
En cuanto al sonido, Paramount también se innovó. Mientras que todos los otros formatos optaron por el sonido magnético, el VistaVision utilizó la banda óptica de sonido. El uso del llamado Perspecta Sound, incluía tres tonos de control subsónicos mezclados con la señal de audio, que eran posteriormente interpretados por un integrador (a pesar de que también se podían reproducir por los sistemas ordinarios de los cuales disponían las salas de proyección). Este sistema sonoro también fue utilizado por la MGM.
El formato VistaVision también fue utilizado por otras productoras como Rank, MGM, United Artists y Universal.
Durante los últimos años 50, los adelantos en el Eastmancolor hicieron que se redujeran los beneficios iniciales del formato VistaVision. De hecho, en 1961 fue hecha la última película de la Paramount con VistaVision: Un tipo duro. Durante este periodo, Paramount adoptó el formato Technirama como sustitución del VistaVision, puesto que este proporcionaba una mayor nitidez de las imágenes, además de una amplia relación de aspecto. Posteriormente, se adoptó el Panavision como formato panorámico. De todas maneras, los negativos de 8 perforaciones del VistaVision todavía se utilizan hoy en día para rodar escenas de films con efectos especiales.
Hay que comentar que en 1989 Paramount reivindicó el formato VistaVision con el nuevo Super VistaVision. Este formato se basaba en un negativo de 70mm con 8 perforaciones. Los resultados sin embargo, no fueron nada satisfactorios, excepto por la restauración realizada de la obra Vértigo (1958), de Alfred Hitchcock.

## Películas filmadas en VistaVision

### Paramount
- Navidad blanca (1954)
- 3 Ring Circus (1954)
- Artists and Models (1955)
- 37 horas desesperadas (1955)
- Horizontes azules (1955)
- The Girl Rush (1955)
- Hell's Island (1955)
- Lucy Gallant (1955)
- The Rose Tatoo (1955)
- Busca tu refugio (1955)
- The Seven Little Foys (1955)
- Strategic Air Command (1955)
- To Catch a Thief (1955)
- The Trouble with Harry (1955)
- We're No angels (1955)
- You're Never Too Young (1955)
- Anything Goes (1956)
- The Birds and the Bees (1956)
- The Court Jester (1956)
- Hollywood oro Busto (1956)
- The Leather Saint (1956)
- El hombre que sabía demasiado (1956)
- The Mountain (1956)
- Pardners (1956)
- The Proud and Profano (1956)
- The Rainmaker (1956)
- The Scarlet Hour (1956)
- The Search for Birdey Murphy (1956)
- Los Diez Mandamientos (1956)
- The Certain Feeling (1956)
- The Vagavond King (1956)
- Guerra y Paz (1956)
- La ley de los fuertes (1957)
- Beau James (1957)
- The Buster Keaton Story (1957)
- The Delicate Delinquent (1957)
- The Devil's Hairpin (1957)
- Fear Strikes Out (1957)
- Funny Face (1957)
- Duelo de titanes (1957)
- Hear Me Good (1957)
- The Joker is Wild (1957)
- The Lonely Man (1957)
- Loving You (1957)
- Omar Khayyam (1957)
- The Sad Sack (1957)
- Short Cut tono Hell (1957)
- Spanish Affair (1957)
- The Tin Star (1957)
- Wild Is the Wind (1957)
- Williamsburg: the Story of a Patriot (1957)
- Another Time, Another Place (1958)
- The Back Orchid (1958)
- El bucanero (1958)
- Desire Under the Elms (1958)
- The Geisha Boy (1958)
- Hot Spell (1958)
- Houseboat (1958)
- King Creole (1958)
- Maracaibo (1958)
- The Matchmaker (1958)
- Rock-A-Bye Baby (1958)
- St. Louis Blues (1958)
- Teacher's Pedo (1958)
- Vértigo (De entre los muertos) (1958)
- But Not for Me (1959)
- The Five Pennies (1959)
- The Jayhawkers! (1959)
- El último tren de Gun Hill (1959)
- Se lo Abner (1959)
- That Kind of Woman (1959)
- The Trap (1959)
- El pistolero de Cheyenne (1960)
- Capri (1960)
- Un tipo duro (1961)
- El rostro impenetrable (1961)

### Otros
- Un caimán llamado Daisy (Rank Organisation, 1955)
- Un médico a la Marina (Rank Organisation, 1955)
- Ricard III (London Films, 1955)
- Simon and Laura (Rank Organisation, 1955)
- Xafarranxo de combate (Universal Pictures, 1956)
- La batalla del Río de la Plata (Rank Organisation, 1956)
- The Black Tent (Rank Organisation, 1956)
- Alta sociedad (Metro-Goldwyn-Mayer, 1956)
- House of Secrets (Rank Organisation, 1956)
- Centauros del desierto (Warner Bros., 1956)
- The Spanish Gardener (Rank Organisation, 1956)
- Médico a la vista (Rank Organisation, 1957)
- Ruta infernal (Rank Organisation, 1957)
- Ill Met by Moonlight  (Rank Organisation, 1957)
- Orgullo y pasión (United Artists, 1957)
- Oeil pour Oeil (Francia, Productores Independientes, 1957)
- The Big Money (Rank Organisation, 1958)
- Perseguido por la muerte (Metro-Goldwyn-Mayer, 1959)
- Death by Hanging (Japón, 1968)
- In the Realm of the Senses (Japón, 1976)
- Empire of passion (Japón, 1978)
- The Mystery of Mamo (Japón, 1978)
- Vengeance Is Mino (Japón, 1979)
- Urusei Yatsura 2: Beautiful Dreamer (Japan, 1984)
- Venus Wars (Japan, 1989)
- A Tale of Two Sisters (Korea, 2003)
- The Brutalist (Focus Features, 2024)

## Películas que utilizan VistaVision por los efectos especiales
- Star Wars: Episodio IV - Una nueva esperanza (1977)
- Star Trek: The Motion Picture (1979)
- Star Wars: Episodio V - El Imperio contraataca (1980)
- El cavernícola (1981)
- The Fox and the Hound (1981)
- Trono (1982)
- Star Trek II: La ira de Khan (1982)
- Star Wars: Episode VI - Return of the Jedi (1983)
- Back to the Future (1985)
- Aliens (1986)
- RoboCop (1987)
- ¿Quién engañó a Roger Rabbit? (1988)
- Back to the Future Part II (1989)
- The Abyss (1989)
- Indiana Jones y la última cruzada (1989)
- Back to the Future Part III (1990)
- Forrest Gump (1994)
- True Lies (1994)
- Apolo 13 (1995)
- Jumanji (1995)
- Twister (1996)
- Contact (1997)
- Hombres de negro (1997)
- ¿Conoces a Joe Black? (1998)
- The Matrix (1999)
- La momia (1999)
- Gladiator (2000)
- La tormenta perfecta (2000)
- Pearl Harbor (2001)
- The Mummy Returns (2001)
- Hombres de negro II (2002)
- 2 Fast 2 Furious (2003)
- Spider-Man 2 (2004)
- Batman Begins (2005)
- Flightplan (2005)
- Herbie: Fully Loaded (2005)
- Spider-Man 3 (2007)
- The Dark Knight (2008)
- Blindness (2008)
- Watchmen (2009)
- Inception (2010)
- Scott Pilgrim vs. the World(2010)
- Harry Potter y las reliquias de la Muerte: parte 1 (2010)
- Harry Potter y las reliquias de la Muerte: parte 2 (2011)
- The Dark Knight Rises (2012)
- Capitán Phillips (2013)
- Interstellar (2014)

## Proyecciones de VistaVision en formato horizontal
El formato VistaVision fue concebido para ser proyectado horizontalmente. Desgraciadamente, la proyección de un film en horizontal fue un proceso más difícil de lo que se pensó inicialmente, y muchos de los cines acabaron proyectando las diversas películas hechas con VistaVision en el formato estándar de 35 mm, alejándose del efecto panorámico y de gran calidad que proporcionaba el VistaVision, debido a no tener el equipamiento y maquinaria necesarios para hacerlo. De todas maneras, durante los años 50 algunos teatros y cines se equiparon con proyectores especiales y pantallas panorámicas para poder proyectar los flms hechos con VistaVision con toda su plenitud. A continuación se adjunta una lista que muestra las proyecciones horizontales de películas hechas con la técnica VistaVision que se hicieron durante la época dorada de esta técnica, la década de 1950.

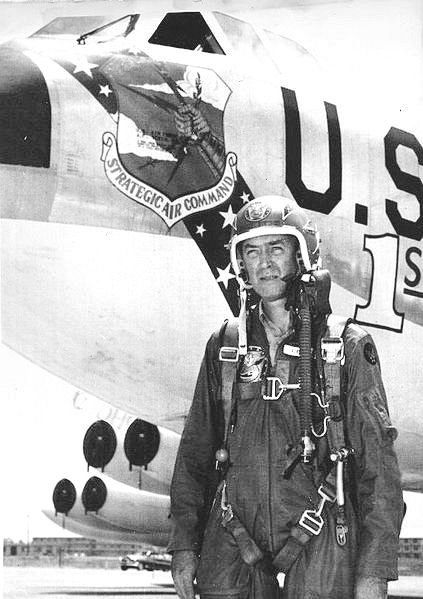
Strategic Air Command (1955) fue una de las películas de VistaVision más proyectadas en formato horizontal.

### Estados Unidos y Canadá
- Imperial Theatre (Canadá - Toronto) - Con dos proyectores tipo Century.
  1. 12 de mayo de 1955: Strategic Air Command (1955)
  2. 1 de julio de 1955: The Seven Little Foys (1955)
  3. 27 de agosto de 1955: Tono Catch a Thief (1955)
- State Lake Theatre (Chicago) - Con dos proyectores tipo Century.
  1. 4 de mayo de 1955: Strategic Air Command (1955)
  2. Horizontes azules (1955)
  3. The Seven Little Foys (1955)
- Paramount Theatre (Hollywood) - Con dos proyectores tipo Century.
  1. 23 de junio de 1955: The Seven Little Foys (1955)
  2. 3 de agosto de 1955: Tono Catch a Thief (1955)
- Warner Beverly Theatre (Los Ángeles) - Con dos proyectores tipo Century.
  1. 26 de octubre de 1954: Nadal blanco (1954)
  2. 28 de abril de 1955: Strategic Air Command (1955)
  3. Horizontes azules (1955)

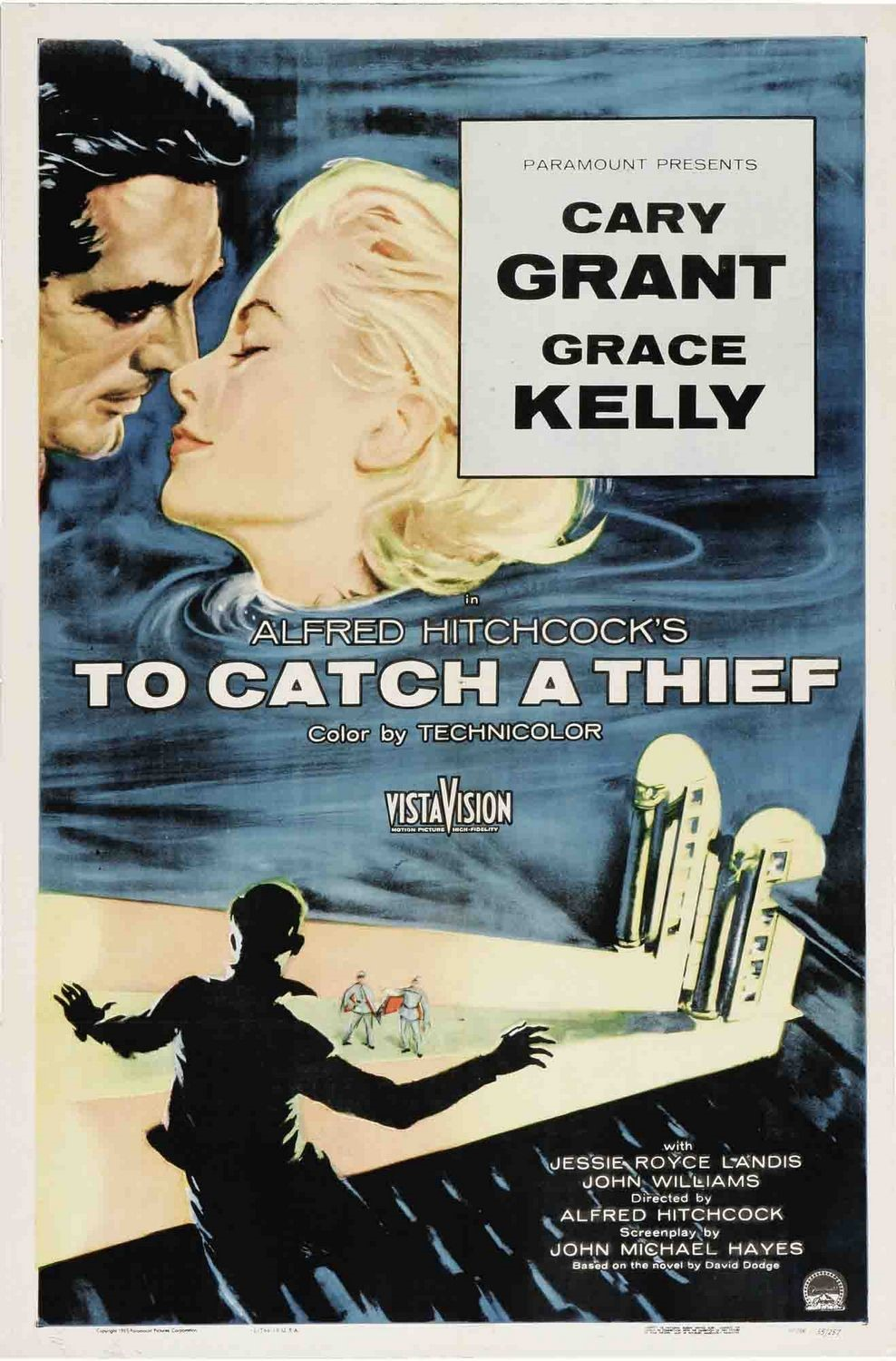
Tono Catch a Thief (1955) se proyectó bastante veces en formato horizontal.

- Tono Catch a Thief (1955) se proyectó bastante veces en formato horizontal.Saengers Theatre (Nueva Orleans) - Con dos proyectores tipo Century.
  1. 6 de mayo de 1955: Strategic Air Command (1955)
  2. 29 de mayo de 1955: Horizontes azules (1955)
  3. The Seven Little Foys (1955)
- Criterion Theatre (Nueva York) - Con dos proyectores tipo Century (proyecciones desconocidas).
- Paramount Theatre (Nueva York) - Con tres proyectores tipo Century.
  1. 20 de abril de 1955: Strategic Air Command (1955)
  2. 20 de mayo de 1955: Horizontes azules (1955)
  3. 29 de junio de 1955: The Seven Little Foys (1955)
  4. 4 de agosto de 1955:  Tono Catch a Thief (1955)
  5. 1 de febrero de 1956: The Court Jester (1956) - (Sin confirmar)
- Radio City Music Hall (Nueva York) - Con dos proyectores tipo Century y proyectores adicionales que permitían la utilización del sonido Perspecta).
  1. 14 de octubre de 1954: Nadal blanco (1954)
- Orpheum Theatre (Omaha Beach) - Con dos proyectores tipo Century.
  1. 25 de marzo de 1955: Strategic Air Command (1955)
  2. 11 de agosto de 1955: Tono Catch a Thief (1955)
- Stanley Theatre (Filadelfia) - Con dos proyectores tipo Century.
  1. 5 de mayo de 1955: Strategic Air Command (1955)
  2. Horizontes azules (1955)
  3. The Seven Little Foys (1955)
- Penn Theatre (Pittsburgh) - Con dos proyectores tipo Century.
  1. 10 de mayo de 1955: Strategic Air Command (1955)
  2. Horizontes azules (1955)
  3. The Seven Little Foys (1955)
- Capitol Theatre (Washington) - Con dos proyectores tipo Century.
  1. 12 de mayo de 1955: Strategic Air Command (1955)
  2. 18 de agosto de 1955: Tono Catch a Thief (1955)
- Colonial Williamsburg Theatre (Williamsburg) - Con cuatro proyectores tipo Century.
  1. 30 de marzo de 1957: Williamsburg: the Story of a Patriot (1957)

### Europa
- Normandie Theatre (Francia - París) - Con dos proyectores tipo Century.
  1. 13 de septiembre de 1957: Oeil pour Oeil (1957), una película independiente de André Cayatte que constituye la única película francesa filmada con VistaVision.
- Paramount Opera Theatre (Francia - París) - Con dos proyectores tipo Century.
  1. 23 de diciembre de 1955: Tono Catch a Thief (1955) - (Sin confirmar)
  2. 10 de febrero de 1956: Horizontes azules (1955) - (Sin confirmar)
  3. 11 de mayo de 1956: The Seven Little Foys (1955) - (Sin confirmar)
  4. 7 de octubre de 1957: Strategic Air Command (1955)
- Plaza Piccadilly Theatre (Reino Unido - Londres) - Con dos proyectores tipo Century.
  1. Strategic Air Command (1955)
  2. Horizontes azules (1955)
  3. The Seven Little Foys (1955)
- Odeon Leicester Square (Reino Unido - Londres) - Con dos proyectores tipo Kalee.
  1. Simon and Laura (Rank Organisation, 1955) - (Sin confirmar)
  2. 10 de octubre de 1956: La batalla del Río de la Plata (Rank Organisation, 1956)

Hay que comentar que los films Los Diez Mandamientos (1956) y Vértigo (De entre los muertos) (1958), nunca fueron proyectados en formato horizontal, pero posteriormente se pasaron a cintas de 65 mm y se proyectaron en formato Super VistaVision 70, en 1989 y 1996.

## Demostraciones de VistaVision
Los espectáculos de demostración de VistaVision (organizados por Paramount) tenían como objetivo introducir al público a esta técnica, proyectando imágenes de películas y cortometrajes rodados con VistaVision, además de proyecciones explicativas o de presentación (evidentemente, también rodadas utilizando la técnica VistaVision). Curiosamente, la mayoría de demostraciones no proyectaban los films horizontalmente (cómo se había concebido el VistaVision), sino en formato estándar de 35 mm, excepto algunas demostraciones en los Estados Unidos de América.

### Estados Unidos y Canadá
- 2 de marzo de 1954: Paramount Studios (Hollywood) - Se utilizaron objetivos Joseph Tushinsky y una pantalla tipo Stewart Trans-Lux Luxuria, además del sonido Perspecta.
- 27 de abril de 1954: Radio City Hall (Nueva York)
- 5 de mayo de 1954: Capitol Theatre (Washington)
- 10 de mayo de 1954: Loew's Grand Theatre (Atlanta)
- 13 de mayo de 1954: Majestic Theatre (Dallas)
- 21 de mayo de 1954: Imperial Theatre (Canadá - Toronto)
- 23 de agosto de 1954: Paramount Studios (Hollywood) - Se utilizaron objetivos Kollmorgen.
- 5 de octubre de 1954: Paramount Studios (Hollywood) - Primera demostración de VistaVision en formato horizontal.
- 21 de enero de 1955: Paramount Studios (Hollywood) - Segunda demostración de VistaVision en formato horizontal, aumentando el número de fragmentos proyectados.

### Europa
- 16 de junio de 1954: Piccadilly Plaza Theatre (Londres)
- 21 de junio de 1954: Paramount Opera Theatre (París)
- 29 de junio de 1954: Supercinema Theatre (Roma)
- 30 de junio de 1954: Turm-Palast Theatre (Frankfurt)

### Asia y Oceanía
El presentador de estas demostraciones fue el actor William Holden.
- 22 de junio de 1954: Ernie Pyle Theatre (Tokio)
- Sin fecha: Se hicieron presentaciones en Manila, Singapur (quizás a la Odeon), Bombay (Mumbai), Sídney y Melbourne.

### América del Sur y Cuba
- 21 de julio de 1954: En La Habana (teatro desconocido)
- Sin fecha: Se hicieron presentaciones en México, Lima, Río de Janeiro y Caracas.